# Lucas Vorsterman
Lucas Vorsterman (Zaltbommel, 1595 – Anversa, 1675) è stato un incisore fiammingo del periodo barocco.

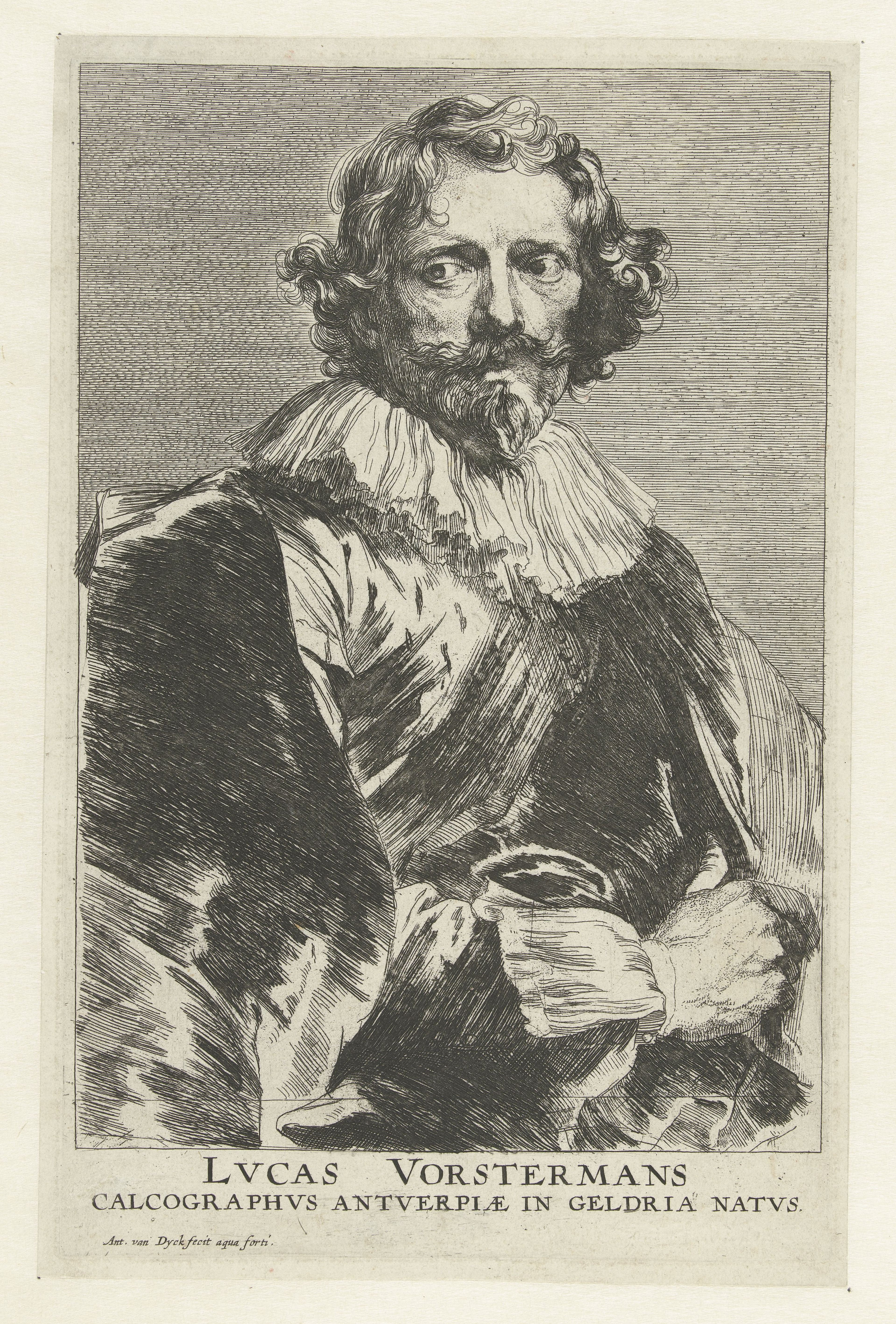
Ritratto di Lucas Vorsterman, inciso da Antoon van Dyck per la sua Iconography

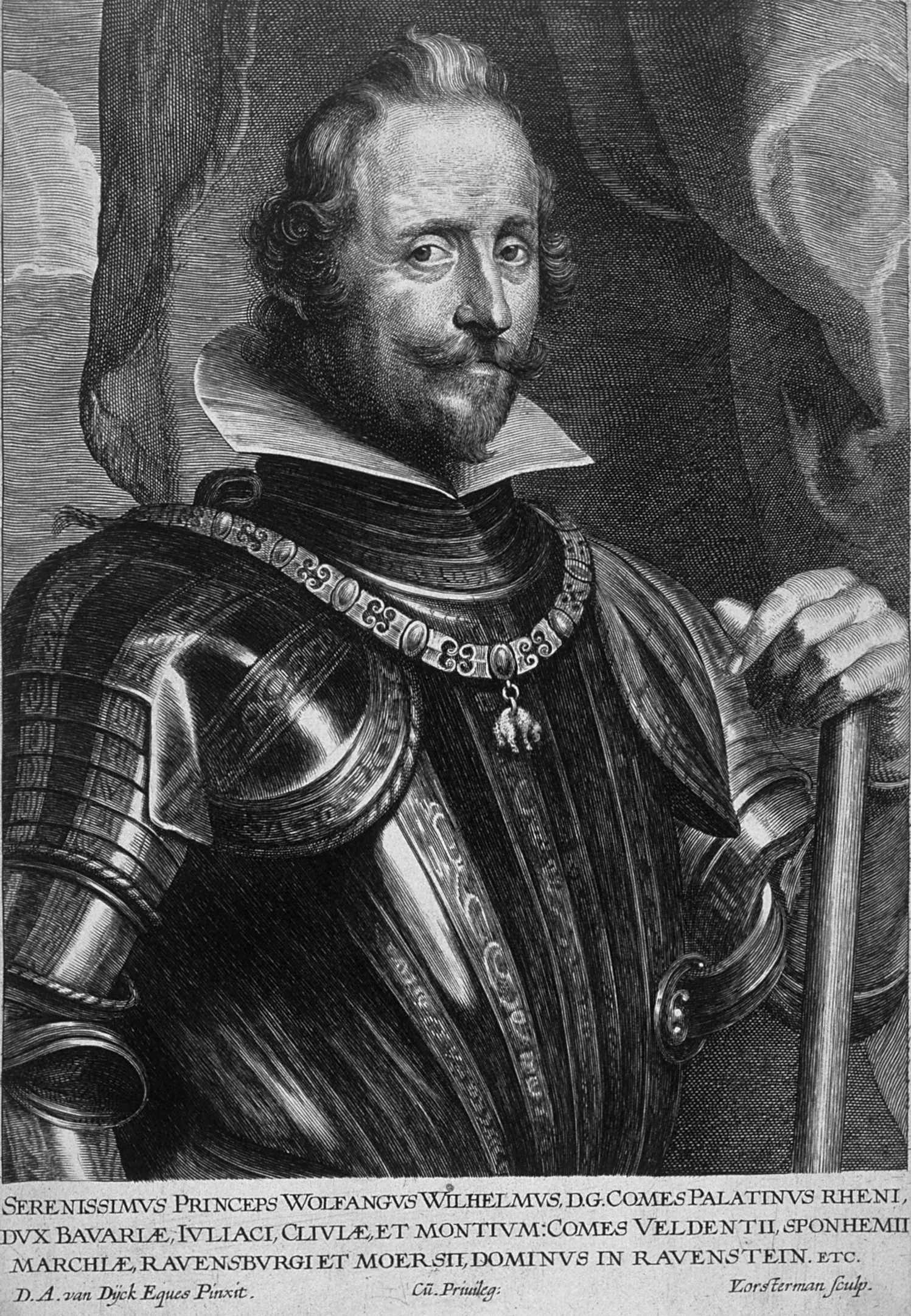
Volfango Guglielmo del Palatinato-Neuburg; incisione di Lucas Vorsterman da un ritratto di Antoon van Dyck

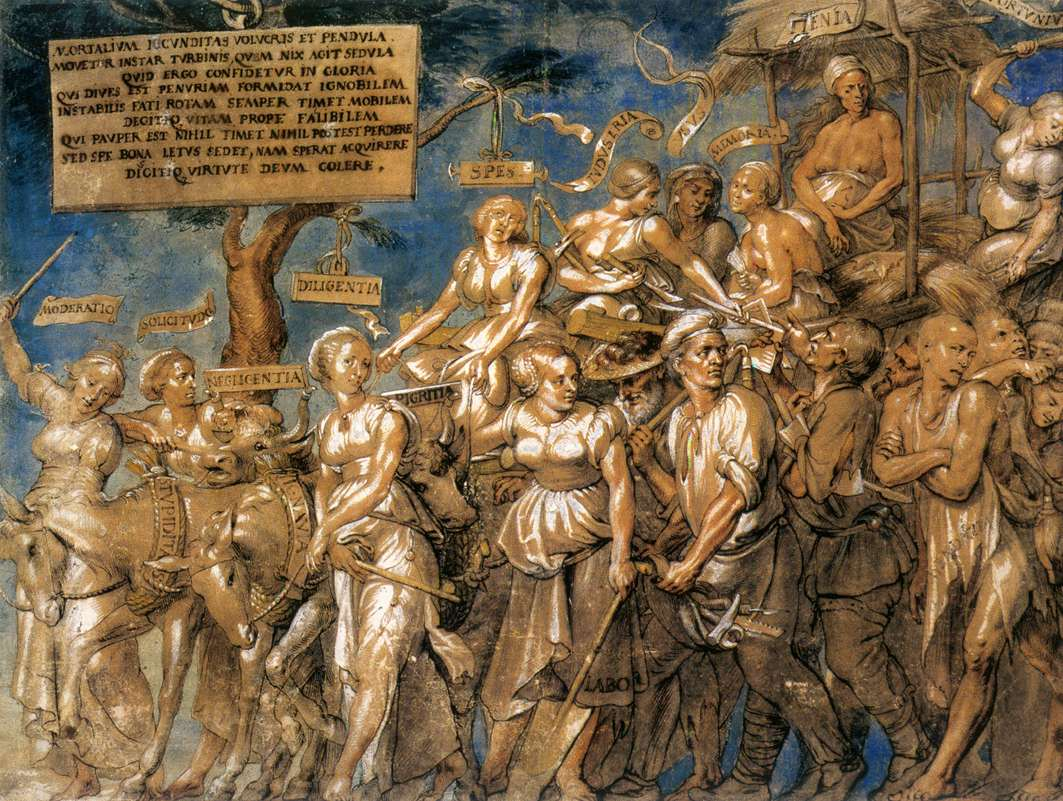
Trionfo della povertà

Lavorò per gli artisti Peter Paul Rubens e Antoon van Dyck, oltre che per Thomas Howard, XXI conte di Arundel e Carlo I d'Inghilterra.

## Biografia
Attorno al 1618 entrò a far parte del laboratorio di Rubens e tra il 1619 e il 1621 fu l'unico incisore di Rubens. A quel tempo, Rubens aveva intrapreso un'impresa di incisioni nella quale arruolò Vorsterman per incidere un certo numero di suoi dipinti degni di nota, ai quali aggiungeva dediche personali e professionali a individui degni di nota.
Nel 1621 sorse una violenta disputa tra Vorsterman e Rubens. Non è chiaro se ci sia stato un alterco fisico tra i due uomini, ma la situazione fu sufficientemente seria da costringere gli avvocati di Rubens a presentare petizioni alle autorità per ottenere un ordine di protezione che gli venne concesso. Le cause esatte della disputa non sono note, ma è stato generalmente assunto che la sua causa fosse nella questione della proprietà dei diritti d'autore delle stampe incise da Vorsterman sulla base dei disegni di Rubens. Nel 1621, Vorsterman iniziò ad aggiungere delle dediche alle sue incisioni su dipinti di Rubens. Prima che sorgesse la disputa, il loro rapporto era apparentemente stato buono in quanto Rubens aveva accettato di essere padrino del figlio maggiore di Vorsterman, Lucas Vorsterman II. La disputa concluse il rapporto di lavoro tra i due uomini.
Nel 1624, Vorsterman andò in Inghilterra e sopravvisse grazie al patrocinio della famiglia reale e della nobiltà. Tornò ad Anversa nel 1630 e fu uno degli stampatori scelti da Antoon van Dyck per incidere lastre per la sua Iconografia. Vorsterman eseguì ventidue delle 80 targhe originali. Vorsterman perse la vista nella vecchiaia e visse in povertà con il sostegno della Corporazione di San Luca di Anversa fino alla sua morte avvenuta nel 1675.
Tra i suoi allievi vi furono Paulus Pontius, Hans Witdoeck, Jacob Neefs e Marinus Robyn van der Goes. Suo figlio Lucas Vorsterman II (nato nel 1624) fu suo allievo.